# Syssloman
Syssloman är i svensk och finländsk rätt en person med uppdrag att sköta en huvudmans ekonomiska eller rättsliga angelägenheter.
Dåliga affärer eller hantering av syssla är inte olagligt men som syssloman är denne skyldig att försöka undvika detta genom att överväga, göra och kontrollera affärer med den omsorg som krävs.
Enligt Handelsbalken, 18 kap. 5 §, har en syssloman rätt till timtaxa plus expenser. Enligt 9 § måste talan mot syssloman väckas inom ett år från slutredovisningsdagen.
Som ett typexempel på sysslomän kan advokatyrket nämnas. Någon typ av anställning hade t ex en lasarettssyssloman, socialvårdssyssloman eller domkyrkosyssloman. Även uppdrag till god man, revisor, arkitekt, bankman eller konsulter av skilda slag betecknas vanligen sysslomannaskap. Parterna kallas huvudman och syssloman (alternativt uppdragsgivare och uppdragstagare). 
Sysslomannen är ofta, men inte alltid, även en mellanman.